# Sovietwave
Sovietwave (zapisywany również jako Soviet wave lub Soviet-wave) – podgatunek muzyki synthwave, który pojawił się w Rosji i krajach postradzieckich. Charakteryzuje się ona tematyką związaną ze Związkiem Radzieckim i jest częścią zjawiska zwanego nostalgią za Związkiem Radzieckim.

## Historia
Elektrodźwiękowa nostalgia pojawiła się w połowie lat 10. XXI wieku, wtedy też wykrystalizowały się granice gatunku. Główną inspiracją dla autorów są emocje i skojarzenia ze Związkiem Radzieckim z lat 80. XX w. Ludmiła Szewczenko, badaczka z Uniwersytetu Jana Kochanowskiego, zauważa, że gatunek ten jest jednym z przejawów mitu nostalgicznego, żywego, zmysłowego i żywego mitycznego obrazu, który przerodził się w bliską przeszłość. Sovietwave został spopularyzowany w krajach postradzieckich w drugiej połowie lat 10. XXI wieku. Jest to związane ze wzrostem popularności samego synthwave’u i nostalgią za radziecką kulturą lat 80. w krajach byłego bloku sowieckiego.

## Styl
Podgatunek opiera się na takich trendach muzyki elektronicznej, jak lo-fi, ambient i synth pop, a także na muzyce elektronicznej z ostatnich lat istnienia Związku Radzieckiego. Sovietwave ma mniej agresywne brzmienie w porównaniu z synthwave. Sovietwave to marzenia o przestrzeni i postępie, które wraz z ZSRR zniknęły, wraz z pozytywnymi wspomnieniami z dzieciństwa i utopijną nadzieją na filantropię. Muzyka ta powstała pod wpływem starych radzieckich filmów i komiksów, takich jak Alicja i tajemnica trzeciej planety, Gość z przyszłości, Przygody Elektronika, Kurier, Przygody Kota Leopolda, W drodze na Kasjopeję, Biurowy romans, Troje z Prostokwaszyna, komedie Leonida Gajdaja, stare odcinki Jeralasza itp.
Dźwięk zawiera mniej basu, ma wolne tempo i specyficzny efekt szumu. To sprawia, że gatunek ten wydaje się bardzo podobny do dreamwave i chillwave.
Wpływ na gatunek mieli tacy radzieccy kompozytorzy jak Eduard Artiemjew, Aleksandr Zacepin, Michaił Czekalin oraz grupy muzyczne, takie jak Zodiak. Obserwowany jest również wpływ artystów zachodnich, popularnych w ZSRR. Niektóre przykłady to Depeche Mode, Digital Emotion, Modern Talking.
Niektóre przykładowe zespoły muzyczne, wykonujące ten podgatunek muzyki to Artek Elektronika, Proton-4, Majak, Elektronika-302 i Stereoyunost.
Sovietwave charakteryzuje się naciskiem na kulturowe, polityczne i naukowe aspekty życia obywateli ZSRR. Wstawki z radzieckich filmów naukowych i edukacyjnych lub przemówienia radzieckich polityków służą doświadczenia immersyjności przez słuchacza.